# Antonio Abbondi
Antonio Abbondi, dit Lo Scarpagnino (né à une date inconnue à Grosio, dans l'actuelle province de Sondrio, en Lombardie, alors dans le duché de Milan, et mort en 1549), est un architecte et sculpteur italien de la fin du XVe et de la première moitié du XVIe siècle.

## Biographie
En 1505 il devient le superintendant de la Fontego dei Tedeschi à Venise. Trois ans plus tard, il est nommé proveditore del sale (provéditeur du sel) de la ville.
Après qu'un incendie a détruit de nombreux bâtiments du Rialto le 10 janvier 1514, il joua un rôle dans sa reconstruction, en concurrence avec Alessandro Leopardi, Giovanni Celeste et Giovanni Giocondo. C'est ainsi qu'il reconstruisit, entre autres, le Palazzo dei Dieci Savi, les Fabbriche Vecchie et l'église San Giovanni Elemosinario.

## Galerie photographique

Le Palace dei Dieci Savi à Venise
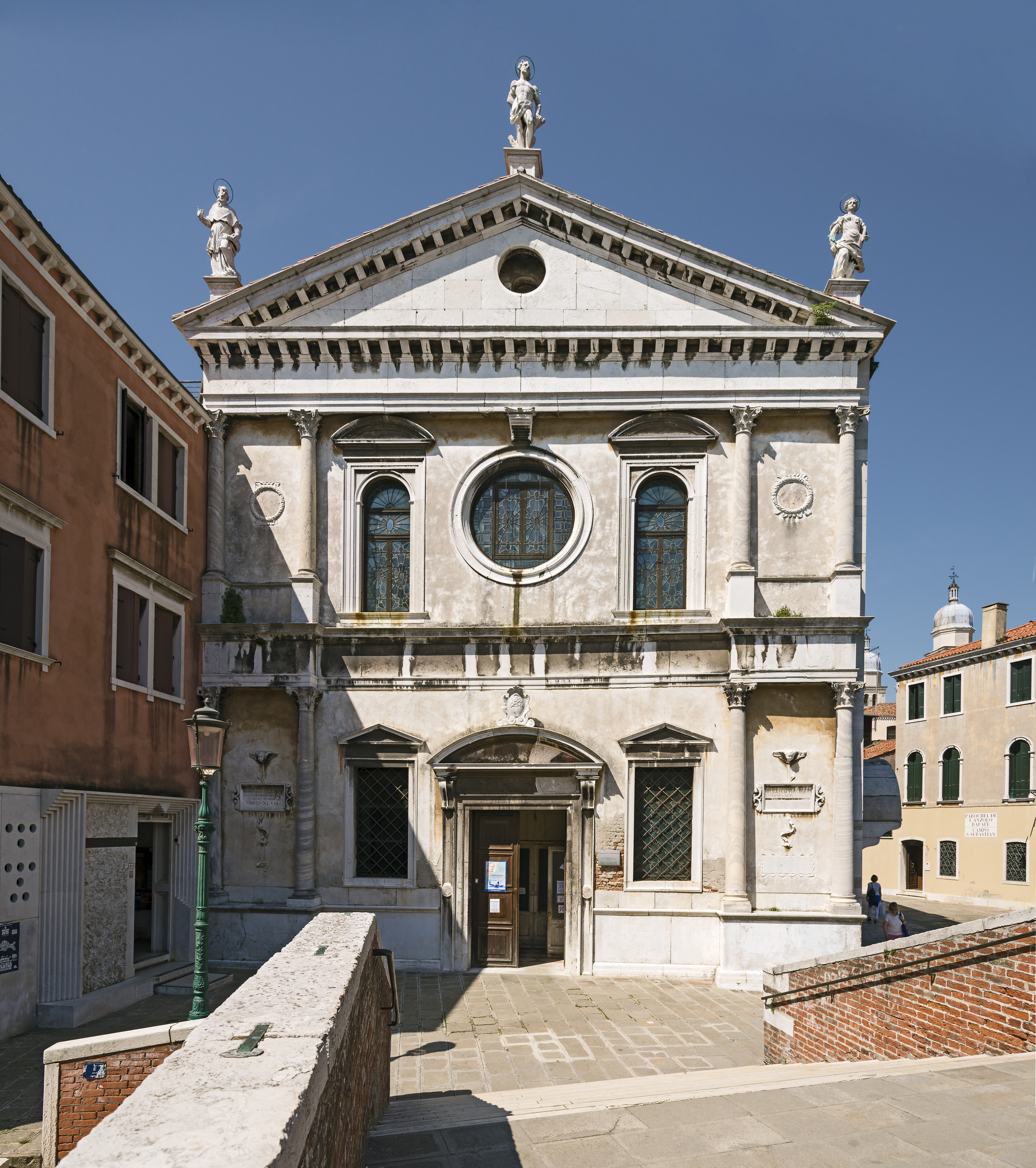
L’église San Sebastiano, à Venise
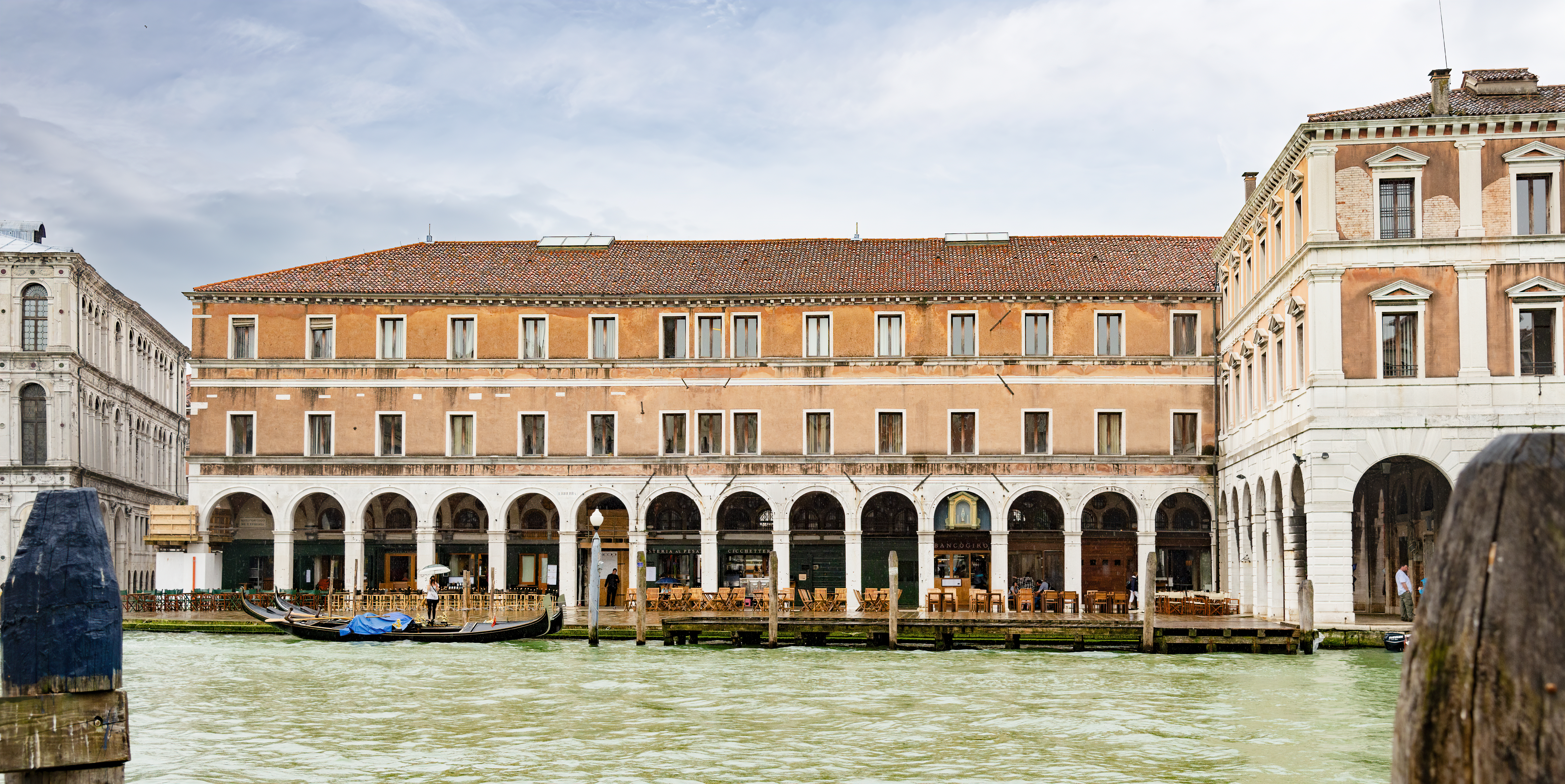
Fabbriche Vecchie au Rialto, à Venise
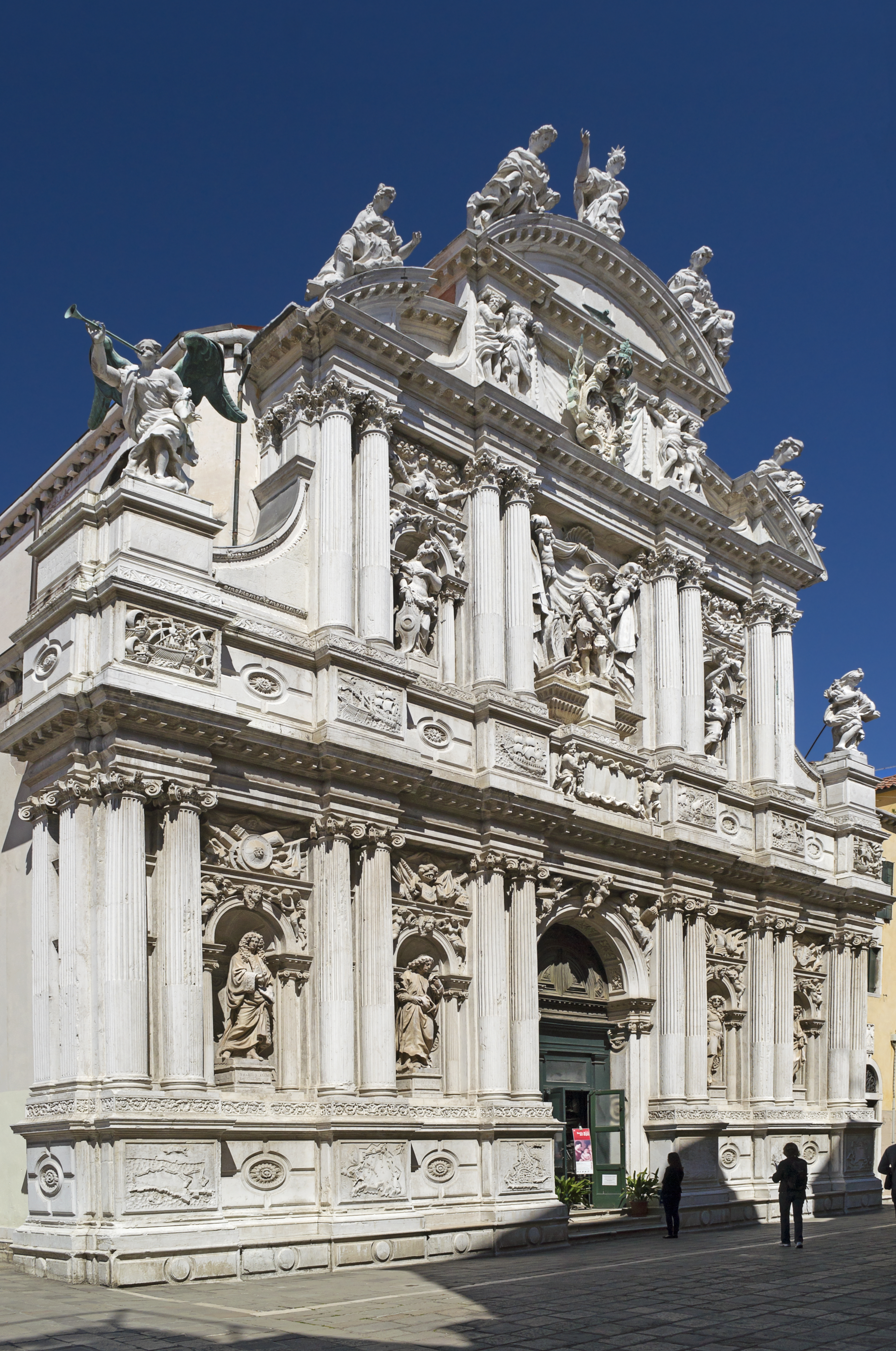
L’église Santa Maria del Giglio, à Venise
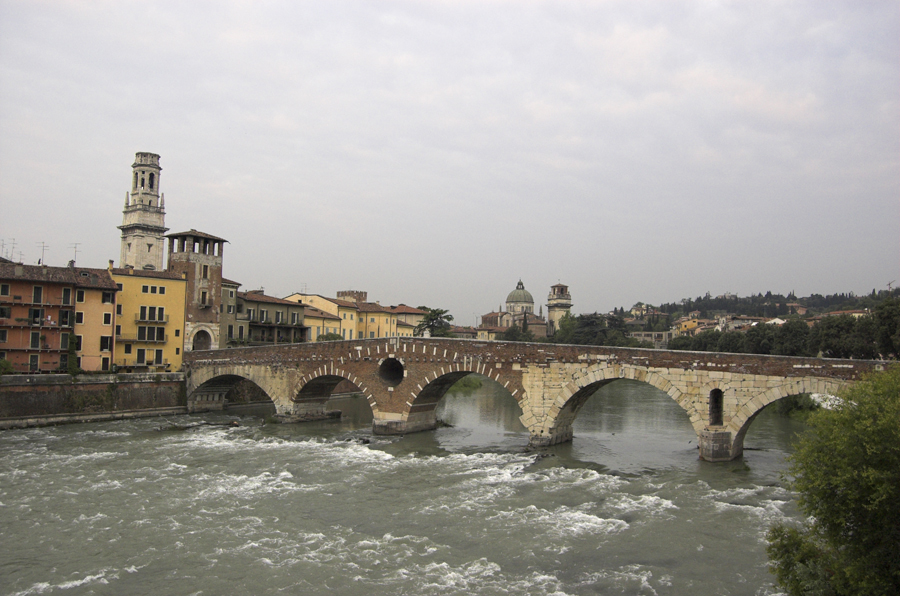
Le pont de pierre, à Vérone

## Source de traduction
- (it) Cet article est partiellement ou en totalité issu de l’article de Wikipédia en italien intitulé « Antonio Abbondi » (voir la liste des auteurs).